# Пейдж Гаусчайлд
Пейдж Гаусчайлд (англ. Paige Hauschild, 17 серпня 1999) — американська ватерполістка. Чемпіонка Олімпійських ігор 2020.